# St. Martin (Bramsche)

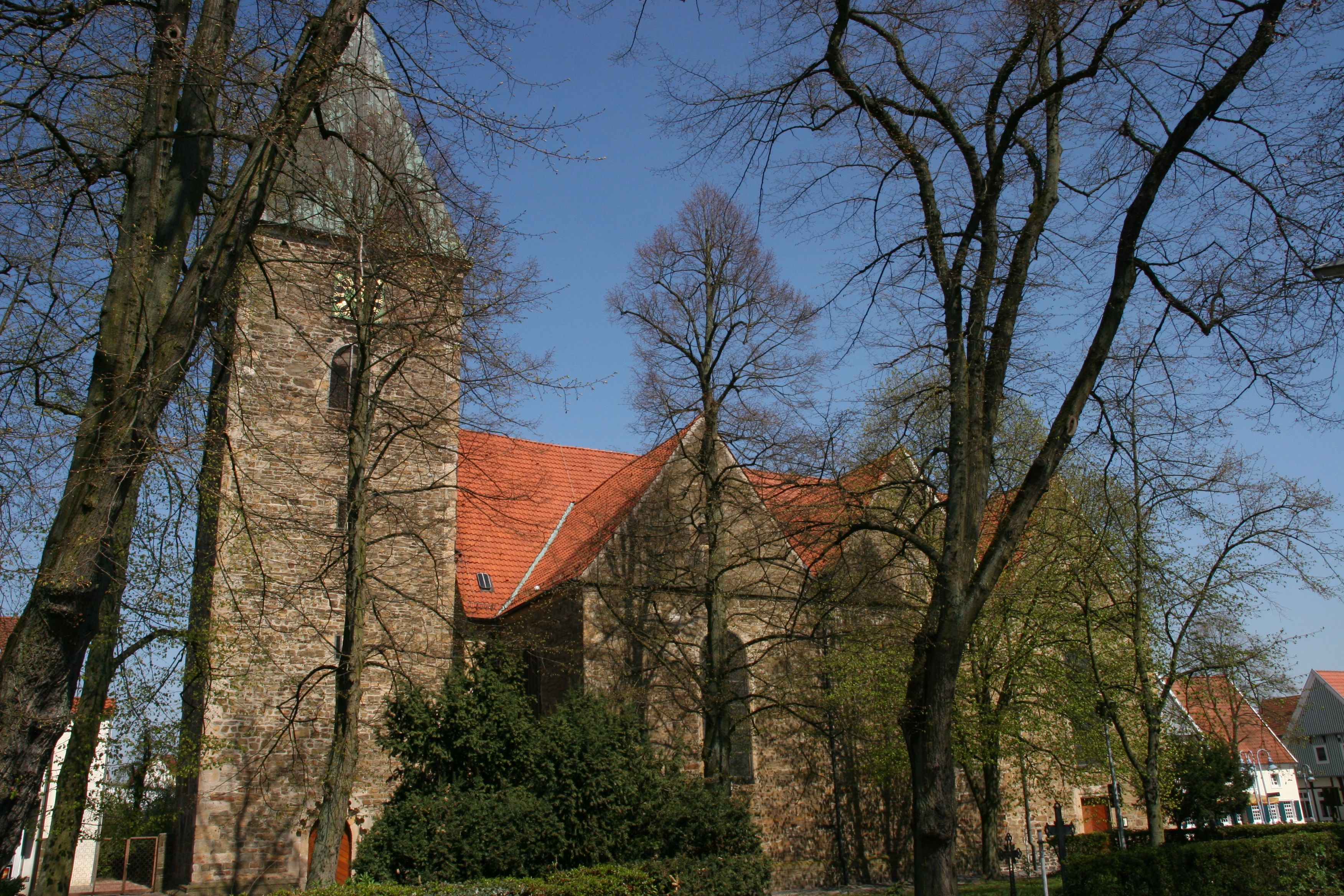
Ansicht von Süden

St. Martin in Bramsche ist die Pfarrkirche der Kirchengemeinde St. Martin Bramsche, die dem Kirchenkreis Bramsche der Evangelisch-lutherischen Landeskirche Hannovers angehört.

## Baugeschichte und Beschreibung
Die heutige Kirche wurde ursprünglich in der ersten Hälfte des 13. Jahrhunderts als spätromanische Saalkirche mit zweijochigem Langhaus und gerade geschlossenem Chor aus Bruchstein erbaut. Auch der quadratische Westturm stammt aus dem 13. Jahrhundert. Von 1275 bis 1489 bestand an St. Martin ein Kollegiatstift.
Im späten 15. Jahrhundert wurde östlich an das vormalige Chorjoch ein gotischer Chor mit Fünfachtelschluss angebaut. Im Chorgewölbe befindet sich das Wappen des Osnabrücker Bischofs Konrad III. von Diepholz (1455–1482). 1696 wurde die Kirche nach Süden um ein dreijochiges Seitenschiff erweitert.
Das heutige Hauptschiff ist mit Kreuzgratgewölbe und Gurtbögen ausgestattet, die Fenster sind rundbogig. Im Chor befindet sich Kreuzrippengewölbe, die dreiteiligen Fenster sind spitzbogig mit Fischblasenmaßwerk.

### Glocken
Im Turm läuten vier Stahlglocken, die vom Bochumer Verein für Bergbau und Gußstahlfabrikation (BVG) im Jahr 1950 gegossen und 1951 geweiht wurden. Sie ersetzten Vorgängerglocken aus Bronze, die während der beiden Weltkriege zur Rüstungsproduktion abgegeben werden mussten.
| Glocke | Durchmesser | Gewicht | Schlagton |
| ------ | ----------- | ------- | --------- |
| 1      | 1890 mm     | 2537 kg | b°-2      |
| 2      | 1520 mm     | 1305 kg | d'-1      |
| 3      | 1270 mm     | 0749 kg | f'±0      |
| 4      | 1140 mm     | 0518 kg | g'-1      |

## Innenausstattung
Ältestes Stück in der Kirche ist der romanische Taufstein von 1235, der dem der ehemaligen Stiftskirche St. Johannis in Langenhorst ähnelt.
Auf dem barocken Altar befindet sich das Wappen der auf Schloss Sögeln ansässigen Adelsfamilie von Langen, die ihn vermutlich in der Bauzeit des heutigen Chores stiftete. Barock sind außerdem die Kanzel und die westliche Empore aus dem 17. Jahrhundert, mehrere Kronleuchter aus dem 18. Jahrhundert sowie ein 1709 in Osnabrück gefertigter silberner Kelch.
Das Altarkreuz stammt aus dem 15. Jahrhundert, der Orgelprospekt wurde 1820 hergestellt. Zudem befinden sich in der Kirche mehrere Grabsteine der Familien Langen auf Schloss Sögeln sowie Varendorff auf Gut Varendorf bei Rieste.
Glasfenster wurden von Otto Linnemann aus Frankfurt entworfen und hergestellt.

### Orgel
Die Orgel von St. Martin erbaute Rudolf Janke 1990 hinter dem historischen Prospekt. Aus der alten Orgel wurde nur ein Gedackt 8′ (heute im Oberwerk) übernommen. Das Hauptwerk steht in C- und Cis-Seite geteilt außen, das Oberwerk über dem Brustwerk in der Mitte. Das Pedal, das fast ausschließlich aus Holzpfeifen disponiert ist, steht hinter dem Gehäuse im Turmbogen.

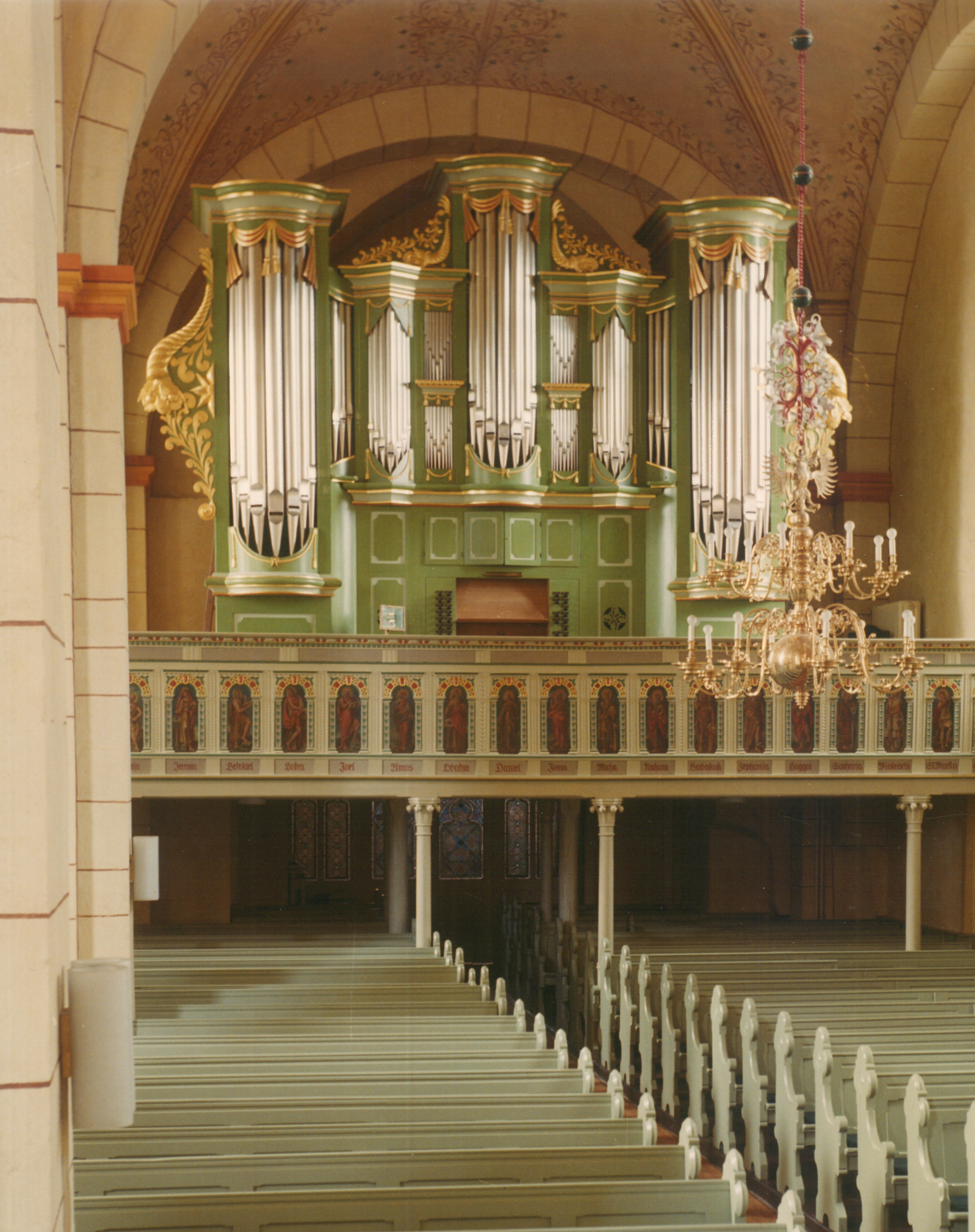
Orgel St. Martin

| I Hauptwerk C–g3 |        |
| Bordun           | 16′    |
| Prinzipal        | 08′    |
| Rohrflöte        | 08′    |
| Octave           | 04′    |
| Gemshorn         | 04′    |
| Quinte           | 02 ⁄3′ |
| Superoktave      | 02′    |
| Mixtur IV        |        |
| Trompete         | 08′    |

| II Oberwerk C–g3   |        |
| Prinzipal          | 8′     |
| Traversflöte       | 8′     |
| Gedackt            | 8′     |
| Oktave             | 4′     |
| Flöte              | 4′     |
| Nasat              | 2 ⁄3′  |
| Waldflöte          | 2′     |
| Terz               | 1 3⁄5′ |
| Scharf III         |        |
| Schalmey           | 8′     |
| Zimbelstern (2024) |        |

| Brustwerk C–g3 |    |
| Cornett V      | D  |
| Vox humana     | 8′ |

| Pedal C–f1 |     |
| Subbass    | 16′ |
| Prinzipal  | 08′ |
| Gedackt    | 08′ |
| Oktave     | 04′ |
| Mixtur III |     |
| Posaune    | 16′ |
| Trompete   | 08′ |

- Koppeln: II/I, I/P, II/P
- Tremulant auf das ganze Werk